# 10.ª etapa del Tour de Francia 2019
La 10.ª etapa del Tour de Francia 2019 tuvo lugar el 15 de julio de 2019 entre Saint-Flour y Albi sobre un recorrido de 218 km y fue ganada al sprint por el belga Wout van Aert del Jumbo-Visma. El francés Julian Alaphilippe mantuvo el maillot jaune un día más.

## Clasificación de la etapa
| \| Clasificación de la etapa \| Clasificación de la etapa \| Clasificación de la etapa \| Clasificación de la etapa \| Clasificación de la etapa \| \| Ciclista \| Ciclista \| Equipo \| Tiempo \| \| \| ------------------------- \| ------------------------- \| ------------------------- \| ------------------------- \| ------------------------- \| \| 1.º \| Wout van Aert \| Team Jumbo-Visma \| 4 h 49 min 39 s \| \| \| 2.º \| Elia Viviani \| Deceuninck-Quick Step \| + 0 s \| \| \| 3.º \| Caleb Ewan \| Lotto-Soudal \| + 0 s \| \| \| 4.º \| Michael Matthews \| Team Sunweb \| + 0 s \| \| \| 5.º \| Peter Sagan \| Bora-Hansgrohe \| + 0 s \| \| \| 6.º \| Jasper Philipsen \| UAE Team Emirates \| + 0 s \| \| \| 7.º \| Sonny Colbrelli \| Bahrain-Merida \| + 0 s \| \| \| 8.º \| Matteo Trentin \| Mitchelton-Scott \| + 0 s \| \| \| 9.º \| Oliver Naesen \| AG2R La Mondiale \| + 0 s \| \| \| 10.º \| Greg Van Avermaet \| CCC Team \| + 0 s \| \| |                   |                       |                 |
| |                   |                       |                 |
| Fuente: ProCyclingStats |                   |                       |                 |
| Clasificación de la etapa |                   |                       |                 |
| Ciclista | Ciclista          | Equipo                | Tiempo          |
| 1.º | Wout van Aert     | Team Jumbo-Visma      | 4 h 49 min 39 s |
| 2.º | Elia Viviani      | Deceuninck-Quick Step | + 0 s           |
| 3.º | Caleb Ewan        | Lotto-Soudal          | + 0 s           |
| 4.º | Michael Matthews  | Team Sunweb           | + 0 s           |
| 5.º | Peter Sagan       | Bora-Hansgrohe        | + 0 s           |
| 6.º | Jasper Philipsen  | UAE Team Emirates     | + 0 s           |
| 7.º | Sonny Colbrelli   | Bahrain-Merida        | + 0 s           |
| 8.º | Matteo Trentin    | Mitchelton-Scott      | + 0 s           |
| 9.º | Oliver Naesen     | AG2R La Mondiale      | + 0 s           |
| 10.º | Greg Van Avermaet | CCC Team              | + 0 s           |

## Clasificaciones al final de la etapa

### Clasificación general(Maillot Jaune)
| \| Clasificación general \| Clasificación general \| Clasificación general \| Clasificación general \| Clasificación general \| \| Ciclista \| Ciclista \| Equipo \| Tiempo \| \| \| --------------------- \| --------------------- \| --------------------- \| --------------------- \| --------------------- \| \| 1.º \| Julian Alaphilippe \| Deceuninck-Quick Step \| 43 h 27 min 15 s \| \| \| 2.º \| Geraint Thomas \| Team Ineos \| + 1 min 12 s \| \| \| 3.º \| Egan Bernal \| Team Ineos \| + 1 min 16 s \| \| \| 4.º \| Steven Kruijswijk \| Team Jumbo-Visma \| + 1 min 27 s \| \| \| 5.º \| Emanuel Buchmann \| Bora-Hansgrohe \| + 1 min 45 s \| \| \| 6.º \| Enric Mas \| Deceuninck-Quick Step \| + 1 min 46 s \| \| \| 7.º \| Adam Yates \| Mitchelton-Scott \| + 1 min 47 s \| \| \| 8.º \| Nairo Quintana \| Movistar Team \| + 2 min 04 s \| \| \| 9.º \| Daniel Martin \| UAE Team Emirates \| + 2 min 09 s \| \| \| 10.º \| Giulio Ciccone \| Trek-Segafredo \| + 2 min 32 s \| \| |                    |                       |                  |
| |                    |                       |                  |
| Fuente: ProCyclingStats |                    |                       |                  |
| Clasificación general |                    |                       |                  |
| Ciclista | Ciclista           | Equipo                | Tiempo           |
| 1.º | Julian Alaphilippe | Deceuninck-Quick Step | 43 h 27 min 15 s |
| 2.º | Geraint Thomas     | Team Ineos            | + 1 min 12 s     |
| 3.º | Egan Bernal        | Team Ineos            | + 1 min 16 s     |
| 4.º | Steven Kruijswijk  | Team Jumbo-Visma      | + 1 min 27 s     |
| 5.º | Emanuel Buchmann   | Bora-Hansgrohe        | + 1 min 45 s     |
| 6.º | Enric Mas          | Deceuninck-Quick Step | + 1 min 46 s     |
| 7.º | Adam Yates         | Mitchelton-Scott      | + 1 min 47 s     |
| 8.º | Nairo Quintana     | Movistar Team         | + 2 min 04 s     |
| 9.º | Daniel Martin      | UAE Team Emirates     | + 2 min 09 s     |
| 10.º | Giulio Ciccone     | Trek-Segafredo        | + 2 min 32 s     |

### Clasificación por puntos(Maillot Vert)
| Clasificación por puntos | Clasificación por puntos | Clasificación por puntos | Clasificación por puntos | Clasificación por puntos |
| Ciclista                 | Ciclista                 | Equipo                   | Puntos                   |                          |
| ------------------------ | ------------------------ | ------------------------ | ------------------------ | ------------------------ |
| 1.º                      | Peter Sagan              | Bora-Hansgrohe           | 229 pts                  |                          |
| 2.º                      | Michael Matthews         | Team Sunweb              | 167 pts                  |                          |
| 3.º                      | Elia Viviani             | Deceuninck-Quick Step    | 153 pts                  |                          |
| 4.º                      | Sonny Colbrelli          | Bahrain-Merida           | 151 pts                  |                          |
| 5.º                      | Jasper Stuyven           | Trek-Segafredo           | 105 pts                  |                          |
| 6.º                      | Matteo Trentin           | Mitchelton-Scott         | 101 pts                  |                          |
| 7.º                      | Caleb Ewan               | Lotto-Soudal             | 98 pts                   |                          |
| 8.º                      | Greg Van Avermaet        | CCC Team                 | 94 pts                   |                          |
| 9.º                      | Julian Alaphilippe       | Deceuninck-Quick Step    | 75 pts                   |                          |
| 10.º                     | Dylan Groenewegen        | Team Jumbo-Visma         | 66 pts                   |                          |

### Clasificación de la montaña(Maillot à Pois Rouges)
| Clasificación de la montaña | Clasificación de la montaña | Clasificación de la montaña | Clasificación de la montaña | Clasificación de la montaña |
| Ciclista                    | Ciclista                    | Equipo                      | Puntos                      |                             |
| --------------------------- | --------------------------- | --------------------------- | --------------------------- | --------------------------- |
| 1.º                         | Tim Wellens                 | Lotto-Soudal                | 43 pts                      |                             |
| 2.º                         | Thomas de Gendt             | Lotto-Soudal                | 37 pts                      |                             |
| 3.º                         | Giulio Ciccone              | Trek-Segafredo              | 30 pts                      |                             |
| 4.º                         | Xandro Meurisse             | Wanty-Gobert                | 27 pts                      |                             |
| 5.º                         | Natnael Berhane             | Cofidis, Solutions Crédits  | 20 pts                      |                             |
| 6.º                         | Dylan Teuns                 | Bahrain-Merida              | 13 pts                      |                             |
| 7.º                         | Benjamin King               | Dimension Data              | 13 pts                      |                             |
| 8.º                         | Tiesj Benoot                | Lotto-Soudal                | 12 pts                      |                             |
| 9.º                         | Daryl Impey                 | Mitchelton-Scott            | 10 pts                      |                             |
| 10.º                        | Toms Skujiņš                | Trek-Segafredo              | 9 pts                       |                             |

### Clasificación del mejor joven(Maillot Blanc)
| Clasificación del mejor joven | Clasificación del mejor joven | Clasificación del mejor joven | Clasificación del mejor joven | Clasificación del mejor joven |
| Ciclista                      | Ciclista                      | Equipo                        | Tiempo                        |                               |
| ----------------------------- | ----------------------------- | ----------------------------- | ----------------------------- | ----------------------------- |
| 1.º                           | Egan Bernal                   | Team Ineos                    | 43 h 28 min 31 s              |                               |
| 2.º                           | Enric Mas                     | Deceuninck-Quick Step         | + 30 s                        |                               |
| 3.º                           | Giulio Ciccone                | Trek-Segafredo                | + 1 min 16 s                  |                               |
| 4.º                           | David Gaudu                   | Groupama-FDJ                  | + 3 min 16 s                  |                               |
| 5.º                           | Laurens De Plus               | Team Jumbo-Visma              | + 25 min 03 s                 |                               |
| 6.º                           | Gregor Mühlberger             | Bora-Hansgrohe                | + 29 min 45 s                 |                               |
| 7.º                           | Maximilian Schachmann         | Bora-Hansgrohe                | + 30 min 39 s                 |                               |
| 8.º                           | Wout van Aert                 | Team Jumbo-Visma              | + 32 min 55 s                 |                               |
| 9.º                           | Tiesj Benoot                  | Lotto-Soudal                  | + 35 min 14 s                 |                               |
| 10.º                          | Lennard Kämna                 | Team Sunweb                   | + 36 min 18 s                 |                               |

### Clasificación por equipos(Classement par Équipe)
| Clasificación por equipos | Clasificación por equipos | Clasificación por equipos | Clasificación por equipos |
| Equipo                    | Equipo                    | Tiempo                    |                           |
| ------------------------- | ------------------------- | ------------------------- | ------------------------- |
| 1.º                       | Movistar Team             | 130 h 45 min 20 s         |                           |
| 2.º                       | Trek-Segafredo            | + 1 min 30 s              |                           |
| 3.º                       | Bora-hansgrohe            | + 14 min 59 s             |                           |
| 4.º                       | Mitchelton-Scott          | + 15 min 31 s             |                           |
| 5.º                       | AG2R La Mondiale          | + 18 min 56 s             |                           |
| 6.º                       | Groupama-FDJ              | + 19 min 04 s             |                           |
| 7.º                       | Team Jumbo-Visma          | + 19 min 14 s             |                           |
| 8.º                       | UAE Team Emirates         | + 23 min 33 s             |                           |
| 9.º                       | Ineos                     | + 25 min 53 s             |                           |
| 10.º                      | EF Education First        | + 32 min 27 s             |                           |

## Abandonos
Ninguno.